# Zhůř
Zhůř (německy Sursch) je malá vesnice, část obce Chocenice v okrese Plzeň-jih v Plzeňském kraji. Nachází se asi dva kilometry jižně od Chocenic. Prochází zde silnice I/20. Je zde evidováno 34 adres. Trvale zde žije 61 obyvatel.
Zhůř je také název katastrálního území o rozloze 2,92 km².

## Historie
První písemná zmínka o vesnici pochází z roku 1558.

## Obyvatelstvo
| Rok            | 1869 | 1880 | 1890 | 1900 | 1910 | 1921 | 1930 | 1950 | 1961 | 1970 | 1980 | 1991 | 2001 | 2011 | 2021 |
| -------------- | ---- | ---- | ---- | ---- | ---- | ---- | ---- | ---- | ---- | ---- | ---- | ---- | ---- | ---- | ---- |
| Počet obyvatel | 149  | 151  | 152  | 138  | 156  | 142  | 168  | 126  | 97   | 86   | 63   | 47   | 46   | 54   | 61   |
| Počet domů     | 17   | 19   | 21   | 22   | 22   | 23   | 26   | 30   | 28   | 26   | 18   | 29   | 29   | 32   | 35   |

## Obecní správa
Při sčítání lidu v letech 1850–1959 Zhůř byla samostatnou obcí, se kterým patřila nejprve do okresu Plzeň, ale v roce 1950 v okrese Blovice. V letech 1960–1979 byla částí obce Jarov v okrese Plzeň-jih. Od 1. ledna 1980 je částí obce Chocenice v okrese Plzeň-jih. Poté se Jarov opět osamostatnil, ale Zhůř již zůstala součástí Chocenic.

## Zajímavosti
Ve vsi roste památný strom Zhůřský křemelák.